# Audioslave
Az Audioslave alternatív rock együttes, a Soundgarden énekesével, Chris Cornell-lel és a Rage Against the Machine hangszeres tagjaival. Tom Morello játszik gitáron, Tim Commerford basszusgitáron és Brad Wilk dobon. Zenéjük Cornell fényes, erőteljes hangjával fémjelzett, amihez hozzájön még Tom Morello egyedi és szokatlan gitárjátékstílusa: súlyos hiphop-hangvételű gitárszólóival, gitárnyakreszelésével, szintetizátorszerű hangeffektjeivel és egyéb gitárhang elváltoztatására szolgáló szerkezeteivel. Ahogy a Rage Against the Machine-nél, úgy most is hangoztatják, hogy minden hangot a hangszerekből csalnak elő, semmilyen számítógépes vagy mesterséges segítséggel nem élnek.
Míg a Rage Against the Machine zenéje politikai fennhangoktól sem volt mentes, az Audioslave már teljesen az; amint azt Chris Cornell is mondta, nem akart egy új Rage Against The Machine énekese lenni, hogy a politikamentesség szabadságával írhasson új szövegeket. Azonban a zenekar tagja a - részben Morello, részben pedig a System of a Down-os Serj Tankian alapította -  Igazság Tengelye (Axis of Justice) nevű, társadalmi igazságért küzdő, zenészekből álló, nonprofit szervezetnek.

## Történet

### Megalakulás (2000–2001)
A zenekar története 2000 októberéig nyúlik vissza, amikor Zack de la Rocha, a Rage Against the Machine énekese kilépett a zenekarból. A csapat maradék három tagja együtt maradt, hogy Rage név alatt tovább folytassák. Ez idő tájt számos énekes megfordult náluk, például B-Real a Cypress Hillből. Zenei producerük javaslatára próbálták meg a folytatást a -  Soundgarden utáni szólókarrierjével visszafogott sikereket elérő -  Chris Cornell-lel, akivel zeneileg gyorsan egymásra hangolódtak. 2001 májusában stúdióba vonultak és 19 nap alatt 21 számot raktak össze.

### Audioslave(2002–2003)
Az állítások, miszerint sokat veszekedtek a felvételek alatt, nem voltak alaptalanok; 2002 áprilisában feloszlottak, még mielőtt az album megjelent volna. Akkor vált egyértelművé a közönség számára feloszlásuk, amikor lemondták a híres Ozzfest fesztiválon való részvételüket. Későbbi interjúkból kiderült, hogy a korai problémák külső nyomásból fakadtak, melyeket sikerült megoldani, miután megváltak korábbi lemezcégüktől és a Los Angeles-i The Firmmel kötöttek szerződést.
Miután ezt sikeresen elrendezték, kiválasztották az Audioslave nevet és 2002 szeptemberében már meg is jelent első szóló albumuk, melynek címe a híres indián törzsfőnök nevét viselte, a "Cochise"-t. Ez év tavaszán végül megjelent első teljes albumuk.
Első stúdiólemezüket, az Audioslave-et vegyes fogadtatásban részesítette a kritika, azonban rendkívül gyorsan platinalemez lett belőle. Néhányan támadták őket, hogy milliomos zenészek csapata, akik folyton veszekednek a stúdióban és az 1970-es évek hangzása csak stúdiós utómunkák eredménye. Mások a Led Zeppelinhez hasonlították őket, mondván, hogy rengeteget adnak hozzá az annyira áhított kortárs zenei hangzáshoz és stílushoz. Rengeteget turnéztak 2003-ban; szenzációs élő szerepléseikkel elcsitították a kritikus hangokat.

### Out of Exile(2005–2006)
2005. május 6-án, az Audioslave vált az első amerikai rockcsapattá, akik felléptek Kubában, 70 000 ember előtt, ingyenes koncerten. A koncertet közösen szervezték az amerikai „United States Treasury Department”-tel és a kubai „Instituto Cubano de la Musica”-val. A koncertet felvették, és 2005. október 11-én DVD-n is kiadták.
Második stúdióalbumukat, az Out of Exile-t 2005. május 24-én adták ki. Első lett az amerikai slágerlistán, melyen vezető szám volt a „Be Yourself”, melyet hamarosan követet a "Your Time Has Come" és a "Doesn't Remind Me".
2005. augusztus 19-én a zenekar fellépett a Live 8 nevű segélykoncerten Berlinben. 
A 2006-os Grammy-díj-átadáson az Audioslave-et jelölték a "Legjobb rockfellépés" kategóriájában a "Doesn't Remind Me" című dalért.

### Revelationsés a feloszlás (2006–2007)
Az együttes nagyon gyorsan, mindössze 6 hét alatt felvette következő stúdióalbumát, mely a Revelations címet kapta. 2006 júliusában megjelent róla az első dal, az Original Fire, az albumot pedig szeptember 5-én adták ki. Tom Morello az elkészült dalokat a Led Zeppelin és az Earth, Wind & Fire hangzásvilágának keresztezéseként jellemezte.
A "Wide Awake" és a "Shape of Things To Come" című dalok Michael Mann rendező nyári akciófilmjében, a Miami Vice-ban is elhangzottak. Mann nem először használt Audioslave-számot kísérőzeneként: korábban a "Collateral: A halál záloga" című filmjében is felcsendült az első albumon szereplő "Shadow On The Sun".
Chris Cornell bejelentette, hogy szünetet akar tartani a Revelations-turnéban, mivel második szólóalbumával szeretne foglalkozni. Tom Morello ugyancsak kijelentette, hogy 2007 tavaszára saját szólólemezt tervez. Időközben azt is megerősítették, hogy a Rage Against The Machine ismét összeáll egy fellépés erejéig a Coachella fesztiválon április 29-én.
2007. február 15-én Cornell hivatalos közleményben jelentette be, hogy kiválik az Audioslave-ből. 
„Már a kezdetektől voltak problémák közöttünk, amivel megpróbáltunk megbirkózni. Azt hiszem, három nagyon jó albumot hoztunk össze így együtt. Egy jól működő zenekar voltunk jó pár véleménykülönbséggel. Mostantól viszont már a saját zenémre szeretnék összpontosítani.”

## Diszkográfia
Albumok
- Audioslave (2002. november 19.) 3-szoros platina
- Out of Exile (2005. május 24.) platina
- Revelations (2006. szeptember 5.) arany